# Francisco Sotomayor
Francisco Sotomayor, OFM (falecido a 5 de fevereiro de 1630) foi um prelado católico romano que serviu como arcebispo de La Plata o Charcas de 1628 a 1630, bispo de Quito de 1623 a 1628 e bispo de Cartagena na Colômbia em 1623.

## Biografia
Francisco Sotomayor nasceu em Santo Tomé, Espanha, ordenado sacerdote na Ordem dos Frades Menores. Em 22 de maio de 1623, foi nomeado pelo Rei da Espanha como bispo de Cartagena, na Colômbia. Em 22 de maio de 1623, foi nomeado pelo Rei da Espanha e confirmado pelo Papa Urbano VIII como bispo de Quito. Recebeu a ordenação episcopal em 18 de agosto de 1624, através de Dom Gonzalo del Campo, Arcebispo de Lima. Em 5 de junho de 1628, foi nomeado pelo Rei da Espanha e confirmado pelo Papa Urbano VIII como arcebispo de La Plata o Charcas, onde serviu até sua morte.